# Johann Georg Rohr
Johann Georg Rohr (* 9. März 1666 in Colmar; † 20. April 1722 in Heilbronn) war Glockengießer in Heilbronn.

## Leben
Rohr war der Sohn eines Rotgießers und kam nach seiner Wanderschaft nach Heilbronn, wo er Pächter der Gießhütte wurde und am 9. August 1698 das Bürgerrecht erhielt. Seine Glocken waren zumeist für die nähere Umgebung bestimmt. Glocken von ihm befinden sich u. a. in den Kirchen in Neckargartach, Kirchhausen, Böckingen und Brackenheim, außerdem im Heilbronner Deutschordensmünster St. Peter und Paul, im Schloss Schaubeck und auf der Burg Lichtenberg.
Für das Geläut der Bartholomäuskirche in Ilsfeld lieferte er 1704 eine Glocke, die das bisherige Zweiergeläut ergänzte.
Eine Glocke der ehemaligen Kapelle in Uttenhofen trug die Inschrift:
Als Glockengießer in Heilbronn folgte ihm sein Johann Daniel Rohr nach, der vermutlich sein Sohn war.